# 폴 리터
사이먼 폴 애덤스(영어: Simon Paul Adams, 1966년 12월 20일 ~ 2021년 4월 5일)는 예명 폴 리터(영어: Paul Ritter)로 잘 알려진 잉글랜드의 배우였다.